# 高基庙镇
高基庙镇，是中华人民共和国湖北省荆州市石首市下辖的一个乡镇级行政单位。

## 行政区划
高基庙镇下辖以下地区：
向阳社区、柑梓树村、津南村、长岭岗村、荷伍垱村、马家垸村、王家咀村、保贞堂村、广藤街村、三兴垸村、谢家铺村、沙河村、肖家岭村、百子庵村、邓家岭村、喻家碑村、桥堰堤村、刘家场村、打鼓台村、俞家舖村、显济坛村、长河村、高桥村、原种场忠义庙分场和东双湖渔场。